# Geografia del Canadà

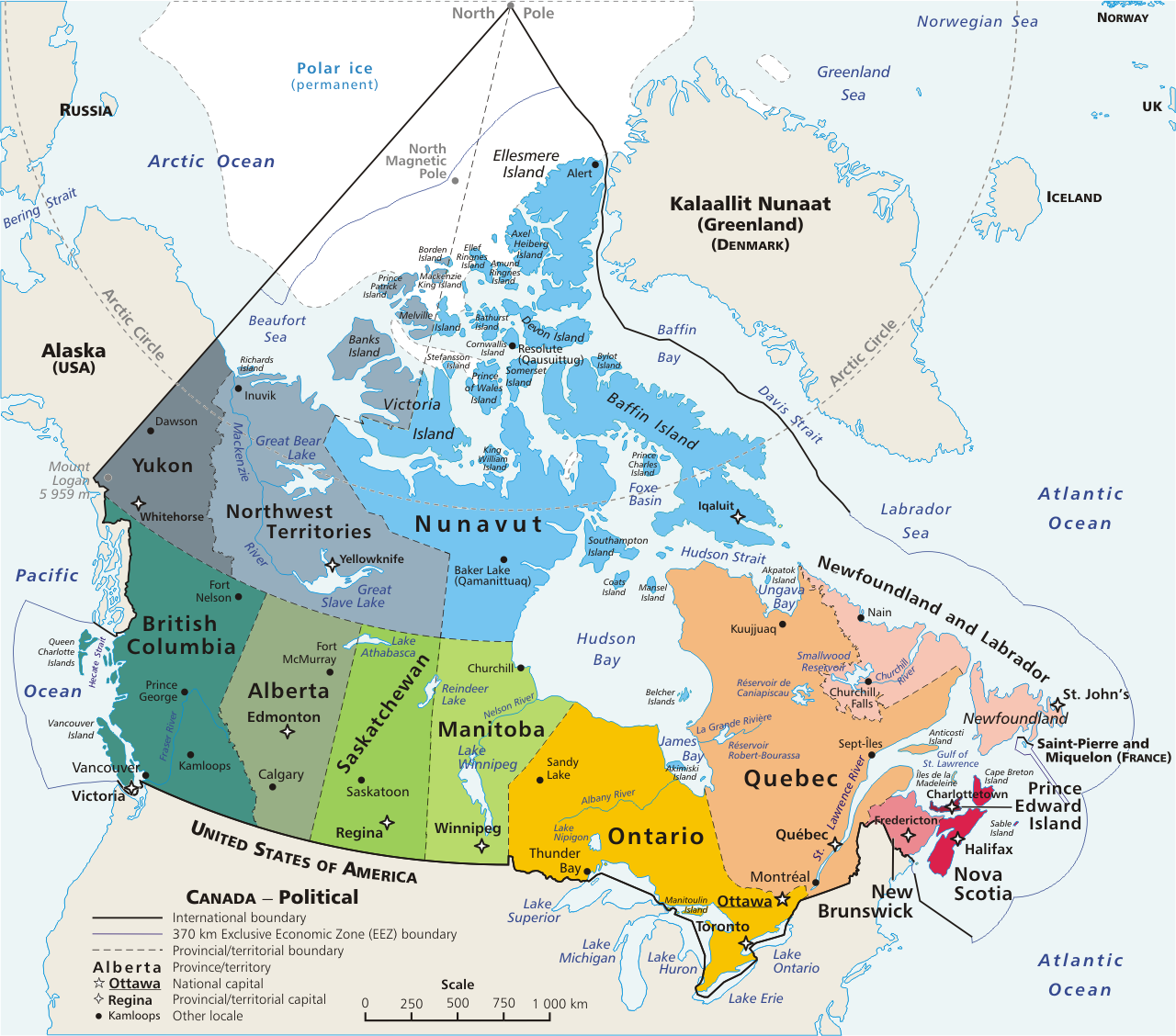
Canadà

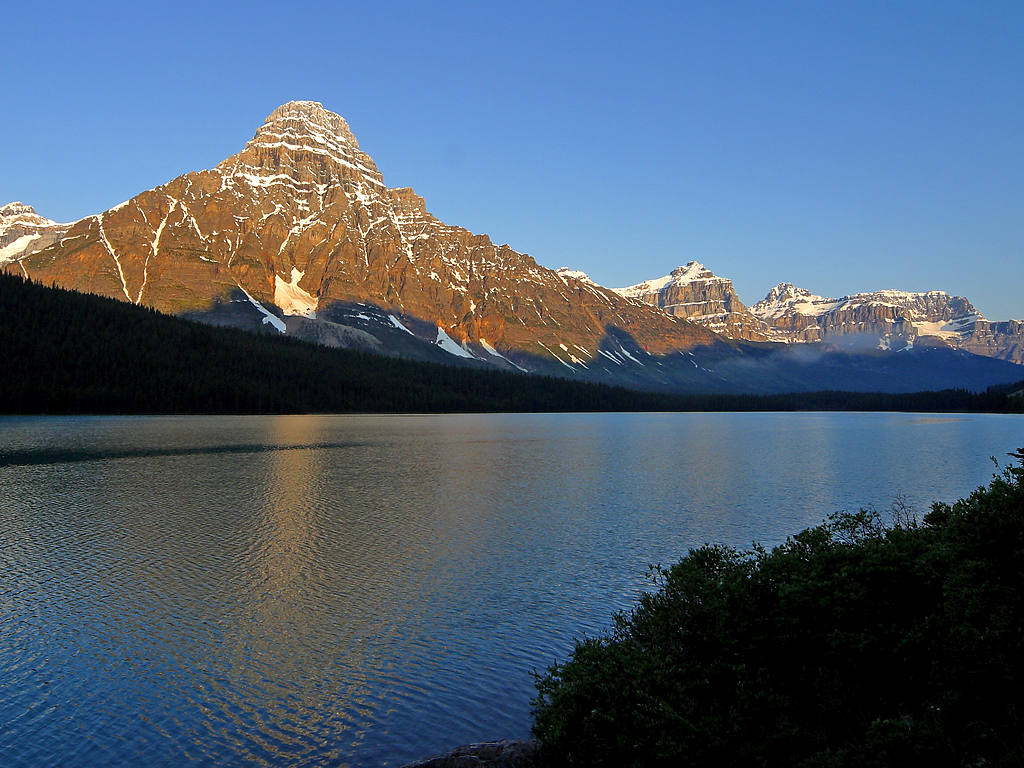
Parc Nacional de Banff

El Canadà està situat a la part més septentrional del subcontinent de l'Amèrica del Nord. Limita amb els estats continentals dels Estats Units al sud, i amb Alaska al nord-oest; amb l'oceà Atlàntic a l'est, amb l'oceà Pacífic a l'oest, i amb l'oceà Àrtic al nord. En superfície total (incloent-hi les masses d'aigua), el Canadà és el segon país més extens del món, després de Rússia i el més gran del continent. Des de 1925, el Canadà reclama la porció de l'Àrtida entre el 60 °W i el 141 °W, però aquesta reivindicació no és reconeguda universalment. L'assentament més septentrional del Canadà és l'Estació d'Alerta de les Forces Canadenques a lilla Ellesmere, a 817 km del pol Nord. El Canadà té la costa més llarga del món, de 243.000 km.

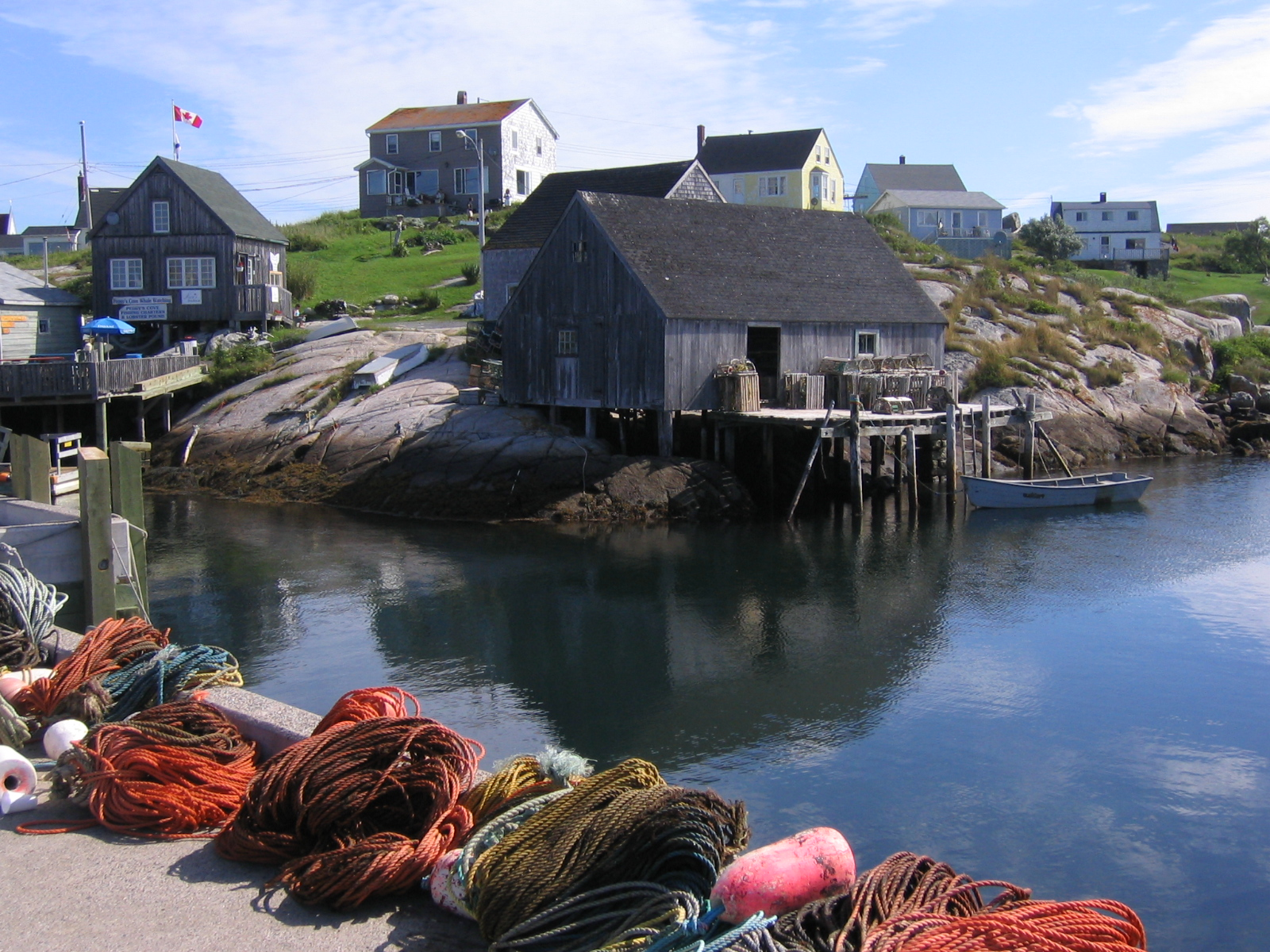
Costa de Nova Escòcia

La densitat de població és de 3,5 habitants per quilòmetre quadrat, una de les més baixes del món. La part més densament poblada del país és el Corredor de la ciutat de Quebec - Windsor, al llarg del riu Sant Llorenç i els Grans Llacs al sud-est. Al nord d'aquesta regió hi ha l'escut canadenc, una regió de pedra netejada per la darrera glaciació, rica en minerals i plena de llacs i rius. El Canadà té més llacs que qualsevol altre estat del món i una gran quantitat de les reserves d'aigua dolça del món.
Al Canadà oriental, la majoria de les persones viuen als grans centres urbans a les planes de les terres baixes de Sant Llorenç. El riu Sant Llorenç s'eixampla fins a convertir-se en l'estuari més gran del món, abans de desembocar al Golf de Sant Llorenç. El Golf limita al nord amb l'illa de Terranova i les províncies marítimes al sud. Les províncies marítimes s'estenen cap a l'est sobre els Apalatxes del nord de Nova Anglaterra i la Península de Gaspé del Quebec. Nova Brunswick i Nova Escòcia són dividides per la Badia de Fundy, la qual experimenta les variacions de marea més grans del món. Ontario i la Badia de Hudson es troben al centre del Canadà. A l'oest d'Ontario, les praderies canadenques s'estenen fins a les muntanyes Rocoses, que les separen de la Colúmbia Britànica.

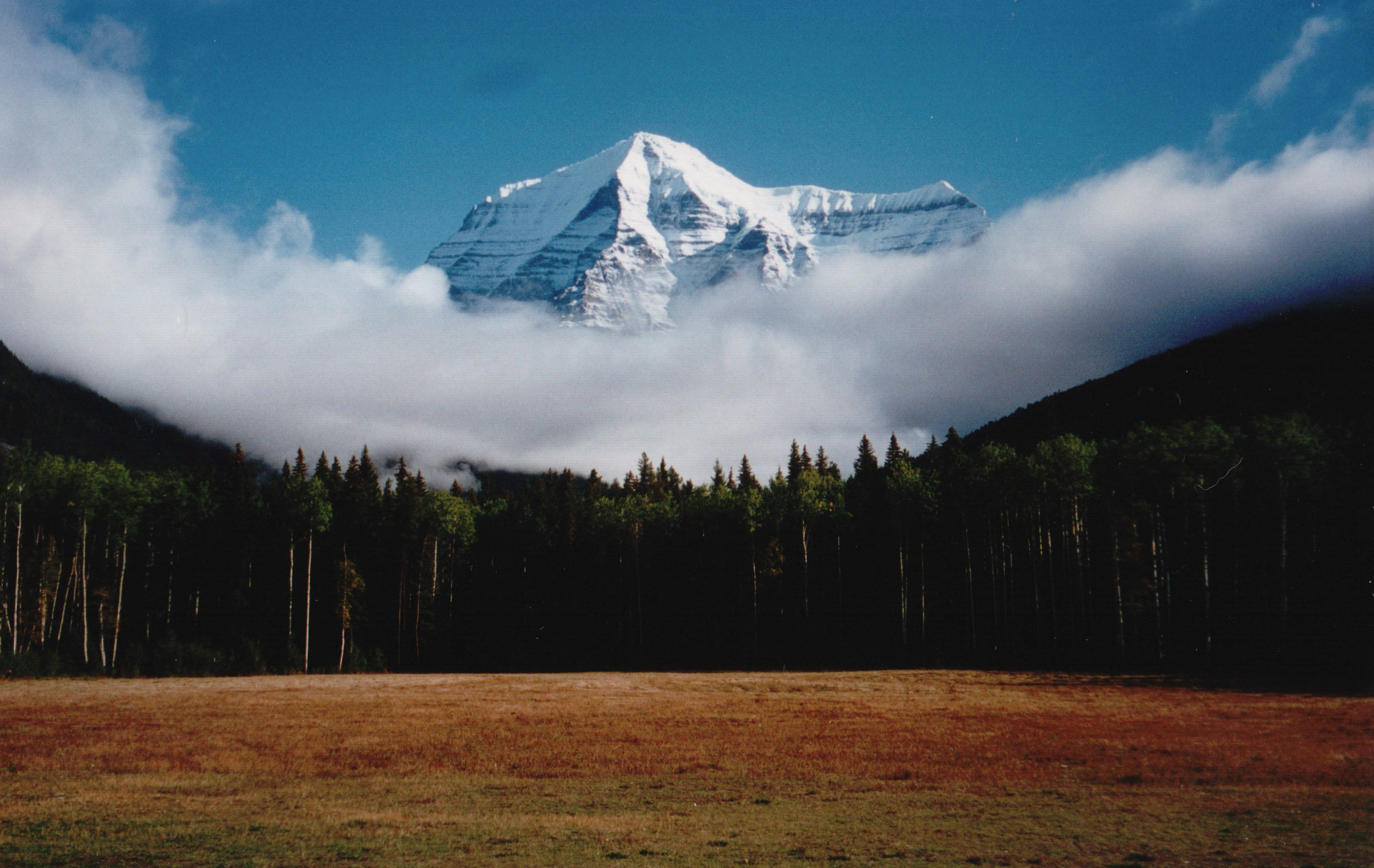
Mont Robson a les muntanyes Rocoses canadenques

Al Canadà nord-occidental, el riu Mackenzie corre des del Gran Llac de l'Esclau cap a l'oceà Àrtic. Un tributari d'un tributari del Mackenzie és el riu del sud de Nahanni, llar de les Cascades de Virgínia, amb una altitud molt superior a les Cascades del Niàgara. La vegetació del nord del Canadà varia de les coníferes a la tundra i finalment a les zones desèrtiques àrtiques del nord. Al nord del Canadà continental hi ha l'arxipèlag Àrtic Canadenc que inclou moltes de les illes més gran del món en superfície.
El Canadà és una regió geològicament activa, sísmica, amb la presència de volcans potencialment actius, com ara el Mont Meager, el Mont Garibaldi, el Mont Cayley i el complex volcànic del Mont Edziza.

## Situació
La geografia del Canadà és molt vasta i diversa. Ocupant la major part de porció nord del continent nord-americà (precisament un 41%), el Canadà constitueix el segon país més gran del món en superfície total, només superada per Rússia. El Canadà comprèn un immens territori entre l'oceà Pacífic, a l'oest, i l'oceà Atlàntic, a l'est; a causa d'això el seu lema d'Estat és: «A Mari Usque Ad Mare» (llatí: De mar a mar).
L'oceà Àrtic al nord; Groenlàndia està al nord-est. Més enllà de la costa sud de Terranova es troba Saint-Pierre i Miquelon, una Col·lectivitat d'Ultramar (en francès: Collectivité d'outre-mer) pertanyent a França. Des de 1925, el Canadà ha reclamat la porció de l'Àrtida entre els 60º O i els 141º I de longitud.
Cobrint un territori de 9.984.670 km² o 3.855.103 milles quadrades (terra: 9.093.507 km² o 3.511.023 el meu²; aigua: 891.163 km²), la superfície del Canadà és equivalent a una mica menys de tres cinquenes parts de la de Rússia, menys d'1,3 vegades la d'Austràlia, poc menor que la d'Europa i més de 40.9 vegades la del Regne Unit. En àrea total, el Canadà és una mica més gran que la Xina i els Estats Units; no obstant això, és una mica més petit en àrea coberta per terra (la Xina cobreix 9.596.960 km² de terra i els Estats Units, 9.161.923 km²), ocupant el quart lloc a nivell mundial en aquesta categoria.
L'assentament més septentrional del Canadà (i del món sencer) és l'Estació de Forces Canadenques d'Alert ― latitud: 82º 30′ ― (just al nord de la localitat d'Alert, Nunavut), situada a l'extrem nord de l'illa d'Ellesmere, a només 834 km del pol Nord.
El pol Nord magnètic es troba dins de territori canadenc (estrictament, des del punt de vista físic, es tracta d'un pol sud); no obstant això, estudis recents mostren que està movent-se cap a Sibèria.

## Punts geogràfics extrems

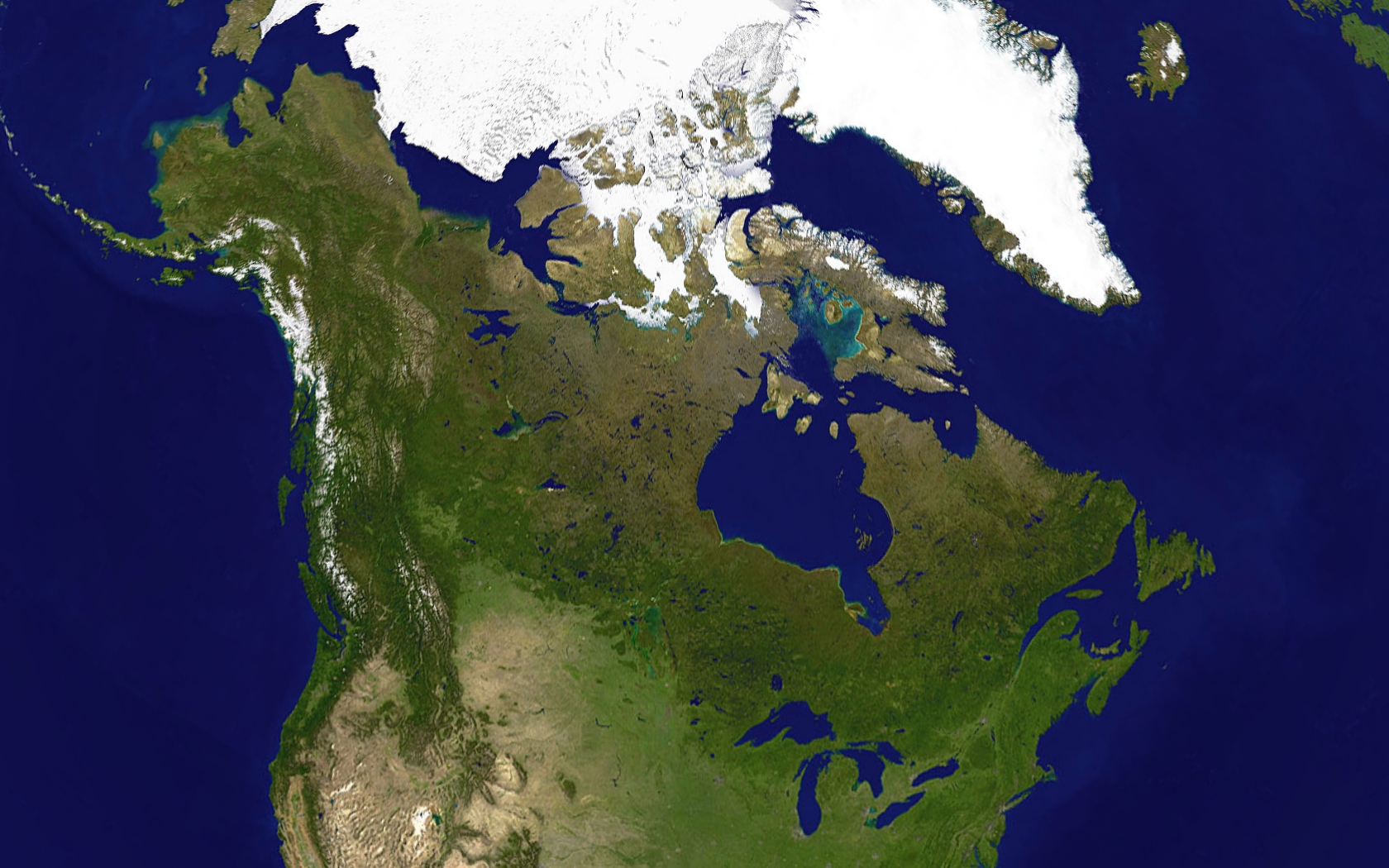
Imatge per satèl·lit del Canadà

Els punts geogràfics extrems del Canadà són els següents:
- Canadà (inclou terres insulars):

- Punt més septentrional
  - terra: Cap Columbia, illa d'Ellesmere, Nunavut ― 83° 06′ N, 69° 57′ O / 83.100°N,69.950°O
  - aigua: Pol Nord ― 90ºN

- Punt més meridional: Middle Island, Ontario ― 41° 41′ N, 82° 40′ O / 41.683°N,82.667°O
- Punt més occidental: frontera entre Yukon i Alaska ― 141° 00′ O
- Punt més oriental: Cap Spear, Terranova ― 47° 31′ 24″ N, 52° 37′ 10″ O / 47.52333°N,52.61944°O)

- Canadà continental:

- Punt més septentrional: Murchison Promontory a la Península de Boothia, Nunavut ― 71° 58′ N
- Punt més meridional: Point Palee, Ontario ― 41° 58′ N 
- Punt més occidental: frontera entre Yukon i Alaska ― 141° 00′ W
- Punt més oriental: Cap St. Charles, Labrador ― 52° 13′ 03″ N, 55° 37′ 15″ O / 52.21750°N,55.62083°O)

- Relleu:

- Punt més baix: nivell del mar ― 0 m
- Punt més alt: Mont Logan (5.959 m)

## Climatologia

Classificació climàtica de Köppen del Canadà.

Les temperatures mitjanes d'hivern i estiu a tot el Canadà varien d'una regió a una altra. Els hiverns poden ser durs a moltes zones del país, especialment a l'interior i les províncies de les praderies, que experimenten un clima continental, on les temperatures mitjanes diàries són a prop dels -15 °C, però poden baixar per sota dels -40 °C. A les regions no costaneres, la neu pot cobrir el sòl gairebé sis mesos a l'any, mentre que a zones del nord la neu pot persistir-hi durant tot l'any. La costa de la Colúmbia Britànica té un clima temperat, amb un hivern suau i plujós. A les costes est i oest, les temperatures mitjanes són generalment en els 20 °C, mentre que entre les costes, la temperatura màxima mitjana estival oscil·la entre els 25 i 30 °C, amb temperatures en algunes zones interiors que de vegades superen els 40 °C.
Gran part del nord del Canadà està cobert per gel i permagel. El futur del permagel és incert perquè l'Àrtida s'ha escalfat tres vegades la mitjana mundial com a conseqüència del canvi climàtic al Canadà.[143] La temperatura mitjana anual del Canadà sobre la terra ha augmentat 1,7 °C, amb canvis que van d'1,1 a 2,3 °C en diverses regions, des de 1948.[130] La taxa d'escalfament ha estat més alta al nord i a les praderies. A les regions del sud del Canadà, la contaminació atmosfèrica tant del Canadà com dels Estats Units, causada per la fosa de metalls, la crema de carbó per a serveis elèctrics i les emissions de vehicles, ha donat lloc a la pluja àcida, que ha afectat greument les vies navegables, el creixement forestal i la productivitat agrícola al Canadà.

## Hidrografia

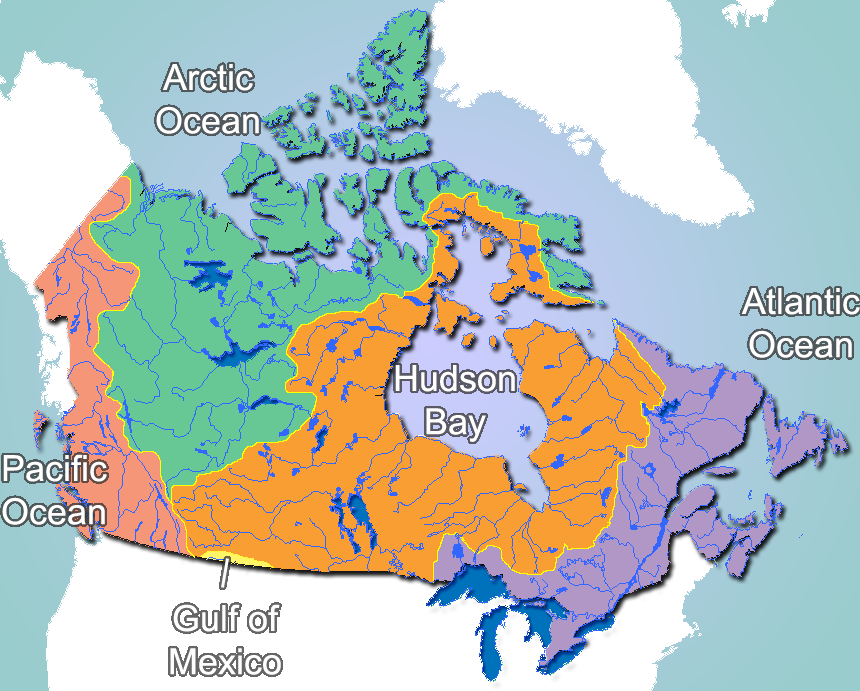
Conques hidrogràfiques principals.

El Canadà posseeix vastes reserves d'aigua: el 7% de l'aigua dolça del món, una quarta part de les terres humides i la tercera major quantitat de glacials (després de l'Antàrtida i Groenlàndia).

### Conques hidrogràfiques
Existeixen cinc principals conques hidrogràfiques al Canadà: la de l'oceà Glacial Àrtic, la de l'Atlàntic, la del Pacífic, la de la badia de Hudson i la del golf de Mèxic.
- La conca àrtica recull les aigües de les regions del nord d'Alberta, Manitoba i Colúmbia Britànica, la major part dels Territoris del Nord-oest i Nunavut, així com certes zones de Yukon. Els cursos d'aigua d'aquesta conca han estat poc utilitzats en la producció d'energia elèctrica, amb l'excepció del Mackenzie, el riu més llarg del Canadà. El riu Peace, el riu Athabasca, el Gran Llac dels Ossos i el Gran Llac de l'Esclau —el llac més gran i el segon llac més gran situats íntegrament en territori canadenc— són els elements significatius de la conca àrtica: cadascun d'ells aboca al riu Mackenzie, sent el principal drenatge de la conca a l'oceà Glacial Àrtic.

- La conca de l'Atlàntic està principalment alimentada pel riu Sant Llorenç i els seus afluents, entre els quals destaquen el riu Saguenay, el Manicouagan i el riu Outaouais. Aquesta conca s'estén íntegrament per les Províncies Atlàntiques (les zones frontereres entre el Quebec i Labrador formen part de la divisió continental atlàntica), la major part del Quebec densament poblat i grans zones del sud d'Ontario. Els Grans Llacs d'Amèrica del Nord, el llac Nipigon, el riu Churchill i el riu Saint John són altres elements importants a la conca atlàntica canadenca.

- La conca del Pacífic està separada per les muntanyes Rocoses, a la Colúmbia Britànica i Yukon, de les conques de l'oceà Glacial Àrtic i de la badia de Hudson. La conca és important en la irrigació de la regió interna de la Colúmbia Britànica (per exemple a les valls del riu Okanagan i del riu Kootenay) i en la producció d'energia hidroelèctrica. Els seus elements de major preponderància són els rius Yukon, Colúmbia i Fraser.

- La conca de la badia de Hudson s'estén al llarg d'un terç de la superfície del Canadà. Cobreix gran part d'Ontario i del Quebec, principalment el nord, Manitoba, la major part de Saskatchewan, el sud-oest de Nunavut i la meitat meridional de l'illa de Baffin. Aquesta conca compleix un rol transcendent en la lluita contra les sequeres de les prades i en la producció d'energia hidroelèctrica, especialment a Manitoba i el nord d'Ontario i del Quebec. Els seus elements més importants inclouen el llac Winnipeg; el riu Nelson, el riu de Saskatchewan Nord, el riu de Saskatchewan Sud (que desemboquen en el riu Saskatchewan); el riu Assiniboine; i el llac Netiling, a l'illa de Baffin.

- La part més meridional d'Alberta desguassa en el Golf de Mèxic a través del riu de la Llet i els seus afluents. El riu de la Llet («Milk River») neix a les muntanyes Rocoses, a Montana, passa després a la província d'Alberta i torna de nou als Estats Units, on lliura les seves aigües al riu Missouri, i després al Mississipi. Una petita zona del sud-oest de Saskatchewan també desguassa per Battle Creek, que desemboca en el riu de la Llet.

### Oceans i mars
La dita del Canadà «a mari usque ad mare» (llatí: De mar a mar) és molt apropiada. Tres oceans envolten el país: l'oceà Atlàntic per l'est, l'oceà Pacífic per l'oest i l'oceà Àrtic pel nord.
El país té per això una gran façana marítima i això va permetre la prosperitat del comerç, ja sigui a l'est o a l'oest del país. El port canadenc més proveït és el de Vancouver, situat a la costa oest del país, seguit pel de Mont-real, el port interior més important del món.
Es preveu per a un temps no gaire llunyà el desglaç estival de la banquisa de l'oceà Àrtic. Això obriria una nova via comercial ara inexplotada: el Pas del Nord-oest. Aquest assumpte provoca de fet conflictes sobre la sobirania del Canadà a l'Àrtida.

#### Geomorfologia litoral
- Mars: mar de Beaufort, mar del Labrador i mar de Lincoln.
- Golfs i badies: golf de Sant Llorenç, badia de Baffin, badia de Hudson, badia de Fundy, badia dels Chaleurs, badia James i el golf d'Alaska.
- Estrets: estret de Belle Isle, estret de Davis, estret de Hudson, estret de Nares, estret de Geòrgia, estret d'Honguedo, estret d'Hécate i estret de Joan de Fuca.
- Estuaris: estuari del Sant Llorenç.
- Deltes: delta del riu Fraser i del riu Mackenzie.
- Fiords: badia Burrard, badia Bute, badia Howe, badia Jervis i badia Knight.

### Llacs del Canadà
El Canadà és un país completament solcat per rius i amb infinitat de llacs. A causa dels grans processos de glaciació que va sofrir té més de dos milions de llacs: dels quals es troben totalment al Canadà, més de 31.000 tenen una superfície entre 3 i 100 km², i 563 tenen més de 100 km². Entre els llacs més importants del país, es troben quatre dels cinc Grans Llacs, situats al sud de la província d'Ontario: Llac Superior, llac Huron, llac Erie i llac Ontario.
Als Territoris del Nord-oest es troben altres dos grans llacs: el Gran Llac dels Ossos (31.153 km²) i el Gran Llac de l'Esclau (28.400 km²), amb una superfície equivalent a Bèlgica, 30.510 km².

### Rius del Canadà
El Canadà posseeix una gran quantitat de rius. Alguns dels més importants, d'oest a est, són:
- Riu Fraser (1.370 km), neix a les muntanyes Rocoses i desemboca en el Pacífic. És el riu més llarg de la Colúmbia Britànica.
- Riu Colúmbia (2.044 km), neix en el llac Colúmbia (Colúmbia Britànica) i desemboca en el Pacífic després de recórrer els estats nord-americans d'Oregon i Washington. En termes de cabal, és el riu més gran entre els quals flueixen cap a l'oceà Pacífic des d'Amèrica del Nord, i el segon de major longitud des dels Estats Units. També és el riu que major quantitat d'energia hidroelèctrica produeix a Amèrica del Nord.
- Riu Koksoak (874 km), que desemboca a la badia d'Ungava, a l'estret de Hudson, al Quebec.
- Riu Mackenzie, que discorre pels Territoris del Nord-oest. És el riu canadenc més llarg, amb 4.241 km. El seu cabal, de 10.300m³/s, és equivalent al del Sant Llorenç. Desemboca en el mar de Beaufort, al nord dels Territoris del Nord-oest.
- Riu Nelson (660 km), discorre des del llac Winnipeg fins a la badia de Hudson, a Manitoba.
- Riu Sant Llorenç, a la frontera canadenca-americana; al Canadà s'estén per Ontario i el Quebec. És una important via navegable que permet una entrada profunda a l'interior del continent nord-americà i ha permès el poblament de la major llar canadenca, el sud del Quebec i d'Ontario. Mont-real, Laval, Trois-Rivières, Quebec, Lévis, Sept-Îles i Rimouski són ciutats quebequeses situades a les seves ribes o a les seves illes.
- Riu Churchill (856 km), a Terranova, que aboca a l'Atlàntic.
- Riu Saint-Jean (673 km), que neix a l'estat de Maine i desguassa a la Badia de Fundy, a l'Atlàntic, a Nova Brunswick.

## Geografia florística
El Canadà duu a terme un pla d'acció per a la biodiversitat en resposta a l'acord internacional de 1992. El pla se centra en la conservació d'espècies en perill i de certs hàbitats. Els biomes principals del Canadà són:
- Tundra
- Bosc boreal
- Bosc mixt
- Bosc temperat d'arbres de fusta dura i amb flor
- Prada
- Muntanyes Rocoses (la seva vegetació combina la de la tundra i la de les prades)
- Bosc temperat de coníferes (el bosc temperat de coníferes a la zona costanera de la Colúmbia Britànica és un exemple)

## Desavantatges naturals
El permafrost del nord constitueix un seriós obstacle per al desenvolupament. Les tempestes ciclòniques a l'est de les muntanyes Rocoses són el resultat de la mescla de masses d'aire procedents de l'Àrtic, del Pacífic i de l'interior d'Amèrica del Nord, i produeixen la major part de les pluges i nevades del país.

## Problemes ambientals
La contaminació atmosfèrica i la resultant pluja àcida afecten severament els boscos i llacs. La liquidació de metall, la crema de carbó i les emissions dels vehicles constitueixen problemes importants per a la productivitat de l'agricultura i la silvicultura. Les aigües oceàniques també estan sent contaminades a causa de les activitats agrícoles, industrials, mineres i forestals.